# Hans Müller-Schlösser

Hans Müller-Schlösser (1910)

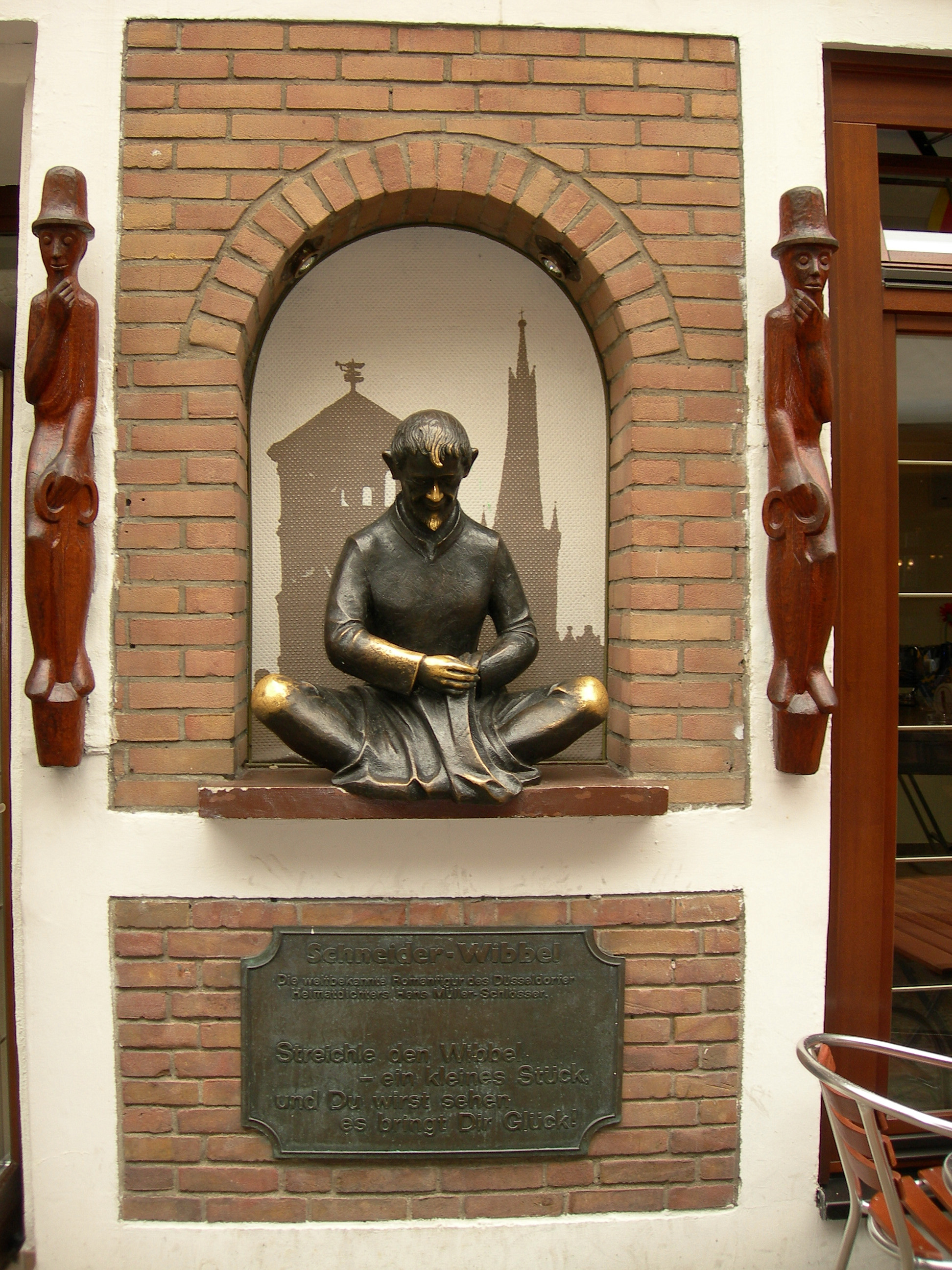
Müller-Schlössers populärste Figur Schneider Wibbel, Schneider-Wibbel-Statue, Düsseldorf

Hans Müller-Schlösser (* 14. Juni 1884 in Düsseldorf; † 21. März 1956 ebenda) war ein Düsseldorfer Regiolektdichter und Dramatiker. Sein bekanntestes Bühnenstück ist die Geschichte des Schneidermeisters Schneider Wibbel, das am 14. Juli 1913 in Düsseldorf uraufgeführt und seit den 1930er Jahren mehrmals verfilmt wurde.

## Leben
Hans Müller-Schlösser wurde 1884 in Düsseldorf als Sohn eines ehemaligen Seefahrers geboren. Müller-Schlösser schrieb später, das Seefahrer-Tagebuch seines Vaters habe seine Phantasie beflügelt und ihm „wohl den ersten Anstoß zu seinem späteren Beruf gegeben“.
Müller-Schlösser besuchte das Königliche Gymnasium in Düsseldorf. Schon während seiner Schulzeit arbeitete Müller-Schlösser mit seinen später ebenfalls als Schauspieler und Schriftsteller populär gewordenen Jugendfreunden Paul Henckels, Peter Esser und Heinrich Spoerl gemeinsam an Schulaufführungen. Henckels führte später in der ersten Verfilmung von Schneider Wibbel (1931) Regie und spielte die Hauptrolle. Hans Müller-Schlösser heiratete Hedwig (Hede) Pretzlik und war somit mit Heinrich Spoerl verschwägert.
Nach abgebrochenen Tätigkeiten als Drogist und in der Kanzlei des Düsseldorfer Rathauses arbeitete Müller-Schlösser zunächst als Lokalreporter für die „Düsseldorfer Neueste Nachrichten“ und als Gelegenheitsschauspieler. Erste Veröffentlichungen datieren ab 1905.
Nachdem er das Manuskript seines Bühnenstücks Schneider Wibbel bereits im Winter 1910/11 erstmals vergeblich dem Schauspielhaus Düsseldorf angeboten hatte, wurde es 1912 schließlich angenommen und am 14. Juli 1913 uraufgeführt. Der Theaterleiter des Schauspielhauses, Gustav Lindemann, hatte allerdings fest damit gerechnet, dass das Stück beim Publikum durchfallen würde. Um den Schaden für sein Haus zu begrenzen, wählte er für die Aufführung einen traditionell schwach besuchten Termin im Hochsommer. Zu seiner großen Überraschung wurde die Aufführung ein großer Erfolg. Ein Vierteljahrhundert später gestaltete Müller-Schlösser sein Lustspiel zu einem Opernlibretto für den Komponisten Mark Lothar um. Als Oper Schneider Wibbel erlebte es am 12. Mai 1938 an der Staatsoper Unter den Linden in Berlin seine Uraufführung.
Müller-Schlösser veröffentlichte über vierzig Bühnenstücke, Gedichtbände und Erzählungen sowie Bücher zur Düsseldorfer Heimatgeschichte, viele davon in Düsseldorfer Rheinisch.
Kurz nach der Veröffentlichung seiner persönlichen Erinnerungen an seine Theatererfahrungen (Tinte und Schminke) verstarb Müller-Schlösser am 21. März 1956 in seiner Geburtsstadt Düsseldorf. Er wurde auf dem Nordfriedhof beigesetzt.

## Werk

### Gedichte
- E fein Jebräu und andere Versdichtungen in Düsseldorfer Mundart (1910)
- Von Blömkes e Kränzke. Gedichte (1957, posthum veröffentlicht)

### Bühnenstücke

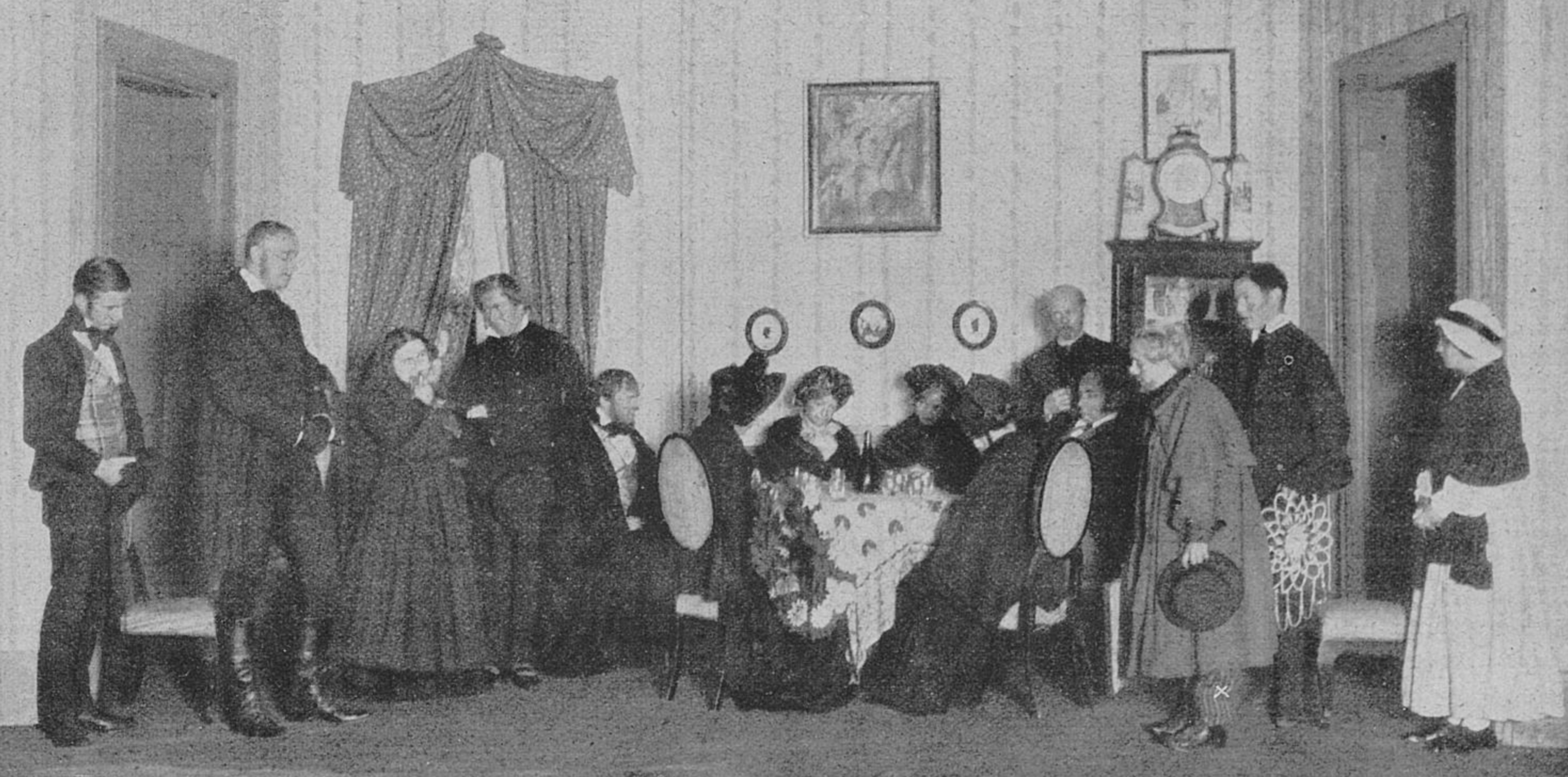
Schneider Wibbel, 4. Akt, „Trauergesellschaft in der guten Stube“, (X) der Autor in einer kleinen Nebenrolle als Hausierer Fletsch, im Schauspielhaus Düsseldorf, 1913

- Der König von Thule oder Die Herzverfettung (1911)
- Et Pückelche (1911)
- D’r jlöcklije Dag (1911)
- Et äde Kömpke (1911)
- Kabale und Liebe oder der abgerissene Kopf (1912)
- Woher hä et hät (1912)
- Der Bauer als Examinator (1912)
- Der Landstreicher (1912)
- Schneider Wibbel (1913 uraufgeführt)
- Ahnen und Enkel (1915, Sammlung von fünf Stücken)
- Tante Plönchen (1916)
- Der Glückskandidat (1919)
- Eau de Cologne (1920)
- Der Rangierbahnhof oder Der große Schlag (1921)
- Das Loch in der Hecke (1921)
- Der Barbier von Pempelfort (1926)
- Wibbels Auferstehung (wahrscheinlich 1926)
- Die Laus im Pelz (1933)
- Wenn es der Teufel will (1940)

### Erzählungen, Heimatgeschichte, Erinnerungen

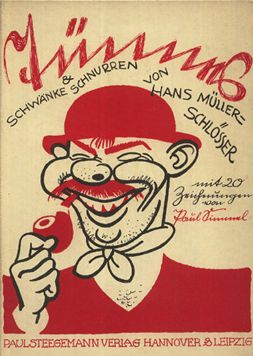
Tünnes. Schwänke und Schnurren. Mit 20 Zeichnungen von Paul Simmel. Paul Steegemann, 1924

- Das schöne, alte Düsseldorf, Band 1 (1911)
- Das schöne, alte Düsseldorf, Band 2 (1911)
- Aus alten Häusern und von kleinen Leuten (1917)
- Jan Krebsereuter. Seine Taten, Fahrten und Meinungen (1919)
- Hopsa, der Floh. Seine Lebensgeschichte von ihm erzählt (1922)
- Tünnes. Schwänke und Schnurren (1924)
- Die Stadt Düsseldorf. Bilder und Plaudereien (1925)
- Die Bratwurst und andere Anekdoten (1926)
- Spaß an der Freud. Rheinische Schnurren und Schwänke (1926)
- Das Tintenmännchen und andere Erzählungen (1926)
- Bergerstrasse 9. Kleine Geschichten (1928)
- Et Mostertpöttche. Schnurren und Schwänke (1934)
- Freude am Spaß. Schnurrige Sachen zum Nacherzählen (1936)
- Die Stadt an der Düssel (1937)
- Die Düsseldorfer Mundart (1938)
- Schneider Wibbels Tod und Auferstehung (1938, sowie 1944 als Feldpostausgabe)
- Das Zinnkännchen (1941)
- Die Reise nach Schiedam. Eine heitere Geschichte (1942)
- Von allerhand Wirten und Gästen. Kleine Geschichte des Gastwirtsgewerbes (1949)
- Wie der Duesseldorfer denkt und spricht (1952)
- Gerhard Janssen fährt nach Köln (1954, mit acht Federzeichnungen von Gerhard Janssen)
- Tinte und Schminke (1956, „Theatererinnerungen“)

## Filmografie
- Die Zwei und der Schiffer (1923, Drehbuch)
- Graf Chagron, (1924, Drehbuch nach der Erzählung des Oberst Chabert von Balzac)
- Das Sonntagskind (1956, Vorlage zum Drehbuch)
- Schneider Wibbel (1959, Vorlage zum Drehbuch)

## Ehrungen
Zu Ehren Müller-Schlössers, der viele seiner Werke in Düsseldorfer Rheinisch geschrieben hat, wurde die Düsseldorfer „Hans-Müller-Schlösser-Akademie“ nach ihm benannt. Die Akademie ist eine von einem eingetragenen Verein betriebene Einrichtung, die Düsseldorfer Regiolekt lehrt.
Des Weiteren ist in der Düsseldorfer Altstadt die Müller-Schlösser-Gasse nach ihm und die Schneider-Wibbel-Gasse nach seiner gleichnamigen Volkskomödie benannt.

## Zitate
„… aber einer ist jung geblieben: das frühgeborene Kind meiner Muse, „Schneider Wibbel“. Er wird mich wohl überleben.“

„Mit Düsselwasser bin ich getauft, der Rhein tränkt meine Wurzeln und ich würde vertrocknen, wenn ich mich in ein anderes Erdreich verpflanzen würde.“